# 尚吉馬湖
61°41′30″N 33°34′26″E / 61.69167°N 33.57389°E
尚吉馬湖（俄语：Шаньгима），是俄羅斯的湖泊，位於該國西北部，由卡累利阿共和國負責管轄，長2.3公里、寬1.5公里，面積2平方公里，海拔高度85米，平均水深3.2米，最大水深5.6米。